# 里氏短吻長尾鱈
里氏短吻長尾鱈（学名：Sphagemacrurus richardi），又名鱈魚，为輻鰭魚綱鱈形目鼠尾鱈科短吻長尾鱈屬下的一个种，為深海底棲性魚類，分布於印度西太平洋南非及印尼海域，深度538-1260公尺，體長可達20公分，棲息在大陸坡底層水域，生活習性不明。

## 扩展阅读
- 維基物種上的相關：里氏短吻長尾鱈